# Pfarrkirche Gramais

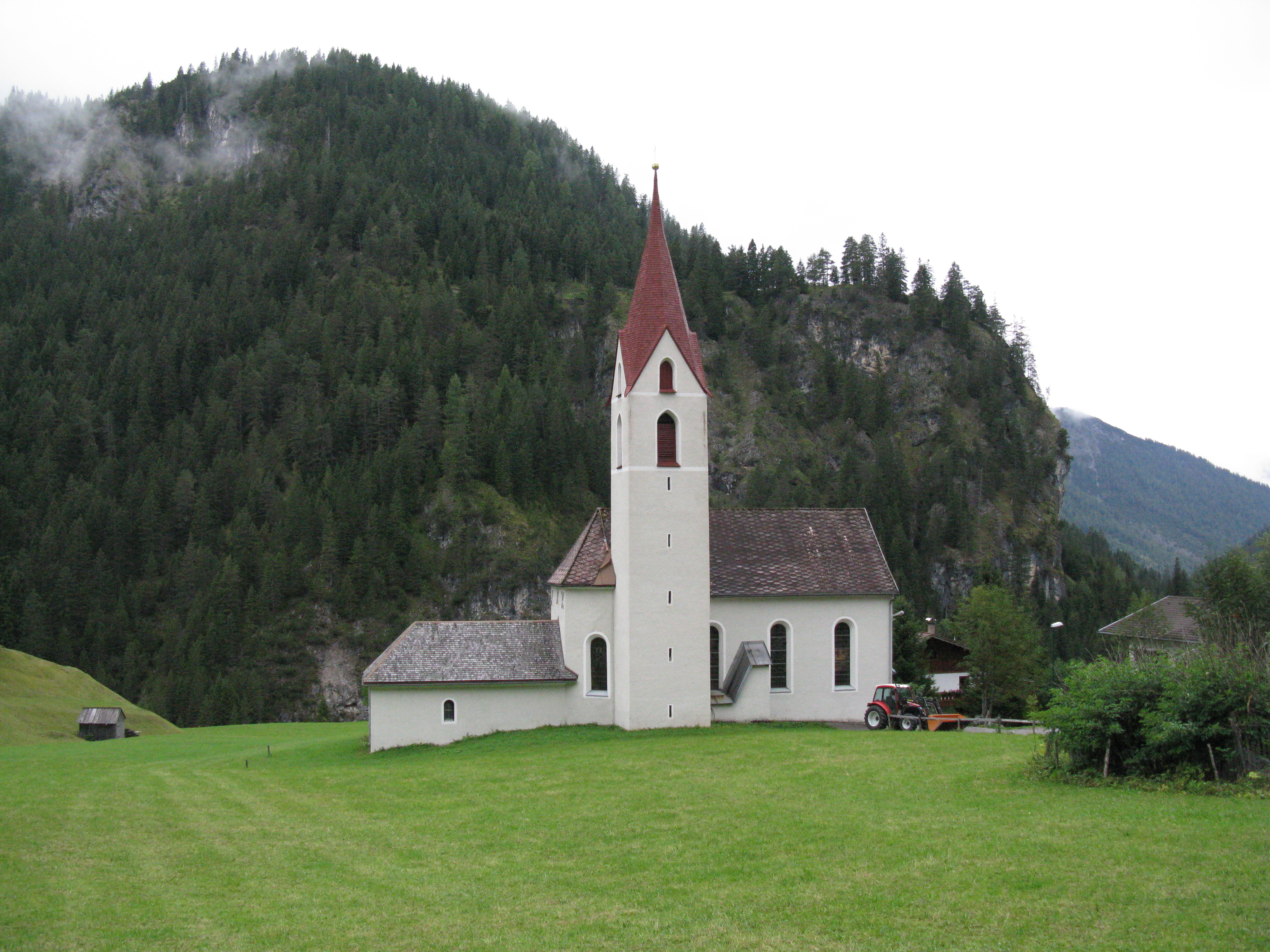
Pfarrkirche hl. Johannes der Täufer in Gramais

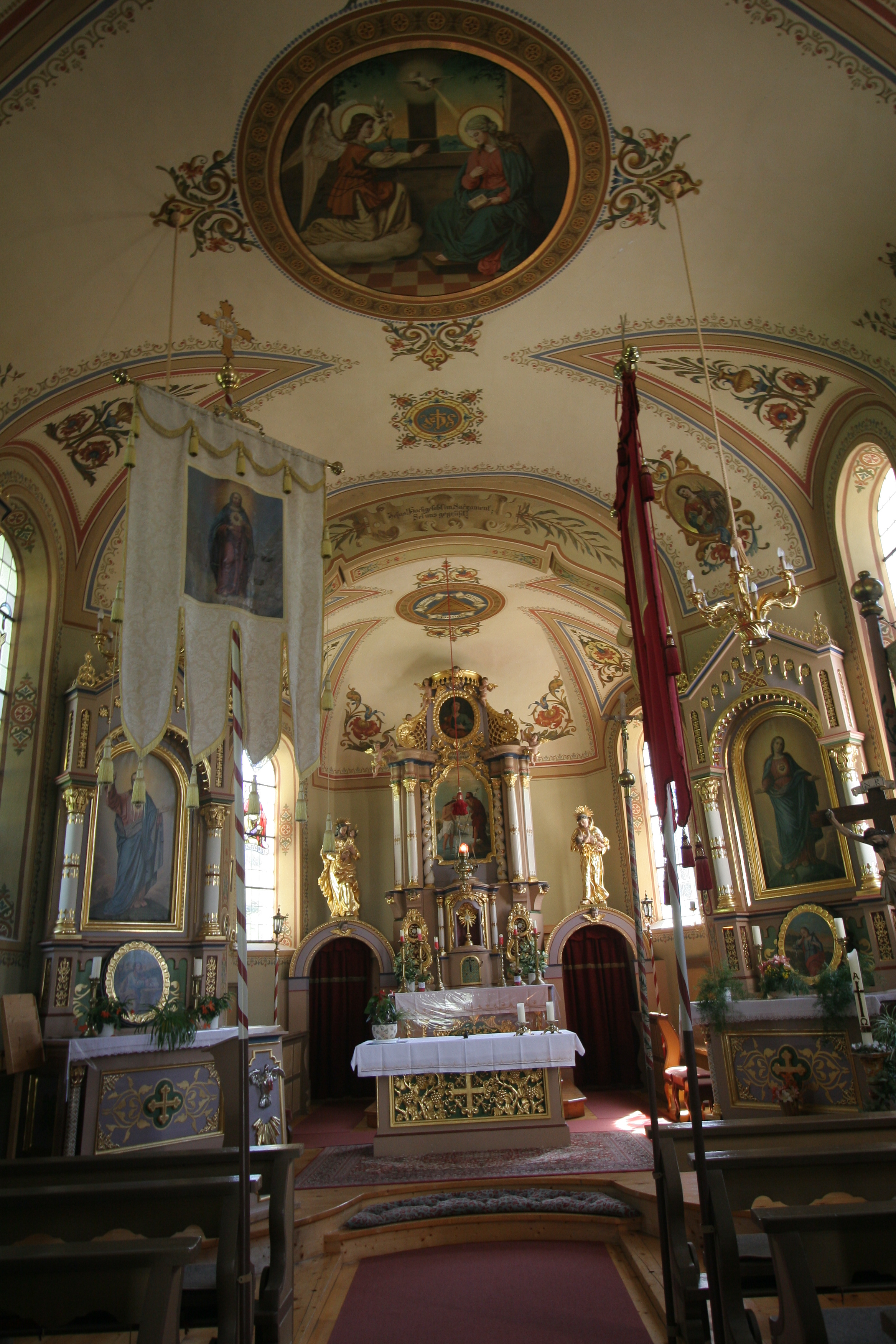
Innenansicht

Die römisch-katholische Pfarrkirche Gramais steht am südlichen Rand des Dorfes Gramais im Bezirk Reutte in Tirol. Sie ist dem heiligen Johannes der Täufer geweiht und gehört zum Dekanat Breitenwang in der Diözese Innsbruck. Das Gebäude steht unter Denkmalschutz (Listeneintrag).

## Geschichte
1690 wurde in Gramais eine Kaplanei errichtet, diese wurde 1703 zu Kuratie erhoben. Mitte des 18. Jahrhunderts wurde der Vorgängerbau umgebaut. Die heutige Kirche wurde 1824–1833 unter Einbeziehung des Turms errichtet und erst 1864 geweiht. Bis 1940 gehörte Gramais zum Dekanat Imst, seither ist es Teil des Dekanats Breitenwang.

## Architektur
Außenbeschreibung
Die Kirche ist ein einheitlich gebauter, einfacher neuromanischer Kirchenbau unter einem Satteldach. Langhaus und Chor sind durch Rundbogenfenster gegliedert. Der östlich angestellte Turm hat einen Giebelspitzhelm.
Innenbeschreibung
Das Langhaus ist dreijochig und weist verschliffene Ecken auf. Der Triumphbogen ist eingezogen und spitzbogig. Der einjochige Chor schließt im 3/8-Schluss. Langhaus und Chor sind stichkappentonnengewölbt. Die Fresken malte Johann Georg Buchauer im Jahr 1896. Am Chorbogen sind die „Verkündigung Mariens“ sowie die Heiligen Barbara von Nikomedien und Franz von Assisi dargestellt.

## Ausstattung
Der Hochaltar ist ein Aufbau aus der Zeit um 1840. Das Altarbild zeigt die „Tauf Christi“. Es wurde von Franz Xaver Fuchs 1888 gemalt. Das Oberbild stellt den Evangelisten Johannes dar. Es wurde Anfang des 19. Jahrhunderts gemalt. Das Altarbild wird von Figuren der Heiligen Josef und Antonius aus der Zeit um 1730 flankiert.
Das Altarbild des linken Seitenaltares stellt das „Herz Jesu“ dar, das des rechten Seitenaltares das „Herz Mariens“ Beide wurden in der Art Deschwadens gemalt. Davor steht ein Kruzifix aus der Zeit um 1700. Auf dem rechten Seitenaltar steht eine Pietà aus der zweiten Hälfte des 18. Jahrhunderts.

## Orgel
Die Orgel stammt aus der Zeit um 1700 und stand ursprünglich in der Pfarrkirche Holzgau.

## Friedhof
Westlich der Kirche liegt der in der zweiten Hälfte des 17. Jahrhunderts angelegte und 1689 geweihte Friedhof von Gramais. Er ist von einer Umfassungsmauer umgeben und zeigt überwiegend schmiedeeiserne Grabkreuze. Die Totenkapelle befindet sich im Sakristeianbau südlich der Kirche. Auf dem Kriegerdenkmal aus dem Jahre 1963 für die Gefallenen des Zweiten Weltkriegs steht das vom Ende des 18. Jahrhunderts stammende Friedhofskreuz.